# دالانو بانتون
دالانو بانتون (انگلیسی: Dalano Banton؛ زادهٔ ۷ نوامبر ۱۹۹۹) بازیکن بسکتبال است.